# Marc Bohan

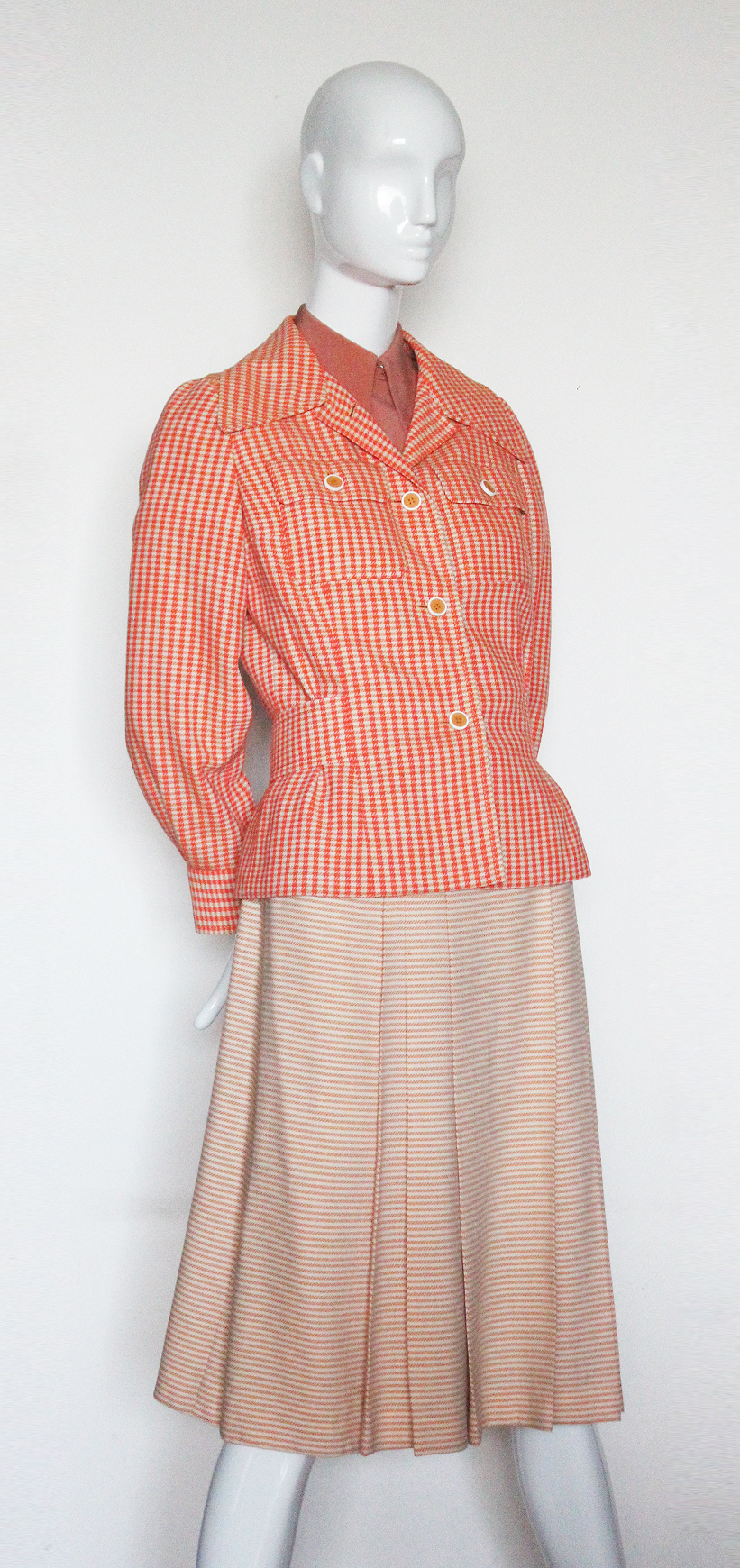
Sommerensemble aus Jacke, Rock, Bluse von Marc Bohan für Christian Dior (1973)

Marc Roger Maurice Louis Bohan (* 22. August 1926 in Paris; † 6. September 2023 in Châtillon-sur-Seine) war ein französischer Modeschöpfer. Er war von 1960 bis 1988 Chefdesigner bei Christian Dior.

## Leben
Marc Bohan wuchs in Sceaux bei Paris auf. Während sein Vater Alfred Bohan Redakteur im Verlagshaus Hachette war, war seine Mutter Geneviève geb. Baudoux als Modistin tätig, die ihn früh für die Mode begeisterte. Seine künstlerische Begabung wurde aber auch schon früh in seiner Gymnasialzeit im Lycée Lakanal gefördert.
Nach den Gymnasialjahren arbeitete er von 1945 bis 1949 für den Schweizer Modeschöpfer Robert Piguet. Dann nahm er eine Stelle als Assistent des französischen Modeschöpfers Edward Molyneux an. Ab 1952 wirkte er als Designer für die französische Modeschöpferin Madeleine de Rauch, bevor er kurzzeitig seinen eigenen Pariser Salon eröffnete und 1953 eine Kollektion entwarf. 1954 erhielt Bohan eine Anstellung beim französischen Modeschöpfer Jean Patou, wo er für die Haute-Couture-Kollektion verantwortlich war. Von 1958 bis 1960 entwarf Bohan für die Linie Christian Dior in London. Im September 1960 wurde er, als Nachfolger von Yves Saint Laurent, der zum Militärdienst einberufen wurde, Kreativdirektor von Dior.
Seine scheinbar einfachen, aber eleganten Entwürfe waren von den 1920er Jahren inspiriert und lehnten die Extreme der zeitgenössischen Mode ab. Eine bemerkenswerte Kollektion aus dem Jahr 1966 war vom russischen Stil des im Vorjahr erschienenen Erfolgsfilms Doktor Schiwago beeinflusst. Ab den 1960er Jahren verband ihn eine enge Freundschaft mit der französisch-amerikanisch-schweizerischen Künstlerin Niki de Saint Phalle, für die er exklusive Kreationen anfertigte.
Im Jahr 1989 verließ Bohan Dior und wechselte zu Norman Hartnell in London, wo er bis 1992 arbeitete. Danach entwarf Bohan unter seinem eigenen Namen.
Im Herbst 1991 folgte Marc Bohan im Rahmen einer Gastprofessur auf Vivienne Westwood für zwei Jahre als Leiter der Meisterklasse für Mode an der Universität für angewandte Kunst in Wien.
Bohans klassische Stücke sind heute in Museumssammlungen auf der ganzen Welt zu finden. 2009 veranstaltete das Musée Christian Dior in Granville eine Bohan-Retrospektive.

## Privatleben
Im Jahr 1950 heiratete Marc Bohan Dominique Gaborit, die 1962 bei einem Autounfall ums Leben kam. Aus dieser Ehe stammt die Tochter Marie-Anne Bohan. In zweiter Ehe war Bohan mit Huguette Rinjonneau verheiratet, die einige Jahre vor ihm verstarb.
Marc Bohan lebte bis zuletzt an seinem Wohnsitz, einem Landhaus aus dem 18. Jahrhundert, das er Jahrzehnte zuvor in Châtillon-sur-Seine (Bourgogne) als Rückzugsort erworben und exemplarisch renoviert hatte.